# Mannie Klein
Emmanuel 'Mannie' Klein (New York, 4 februari 1908 – Los Angeles, 31 mei 1994) was een Amerikaanse jazztrompettist van de swing.

## Biografie
Manny Klein begon zijn muziekcarrière in 1928 in de orkesten van Paul Whiteman en Roger Wolfe Kahn. In de jaren 1930 maakte hij deel uit van verschillende bigbands zoals Adrian Rollini, Irving Mills, de Dorsey Brothers, Ben Selvin, Claude Thornhill en Benny Goodman. In 1937 verhuisde hij naar Californië en werkte hij met het orkest van Frank Trumbauer. Begin jaren 1940 werkte hij onder de naam Mannie Klein aan opnamen van Artie Shaw en zijn orkest. Hij was ook betrokken bij verschillende soundtracks van films, dus speelde hij trompet voor de film From Here to Eternity (1953). In de jaren 1950 en 1960 speelde hij in de orkesten van Georgie Auld, Pete Rugolo (10 Trumpets and 2 Guitars, 1961), Hal Mooney, Glen Gray, Billy May, Quincy Jones en nam hij deel aan de opnamen van Frankie Laine en Dean Martin. Hij speelde de piccolotrompet in de hitversie van de titelsong uit The Good, the Bad and the Ugly van Hugo Montenegro.
Klein nam onder zijn eigen naam enkele schellakplaten op voor Brunswick Records (1936), Keynote Records (1946) en Coral (1947). In 1959 produceerde hij de lp The Sound of Music in een sextetbezetting, met de score voor de muziekfilm The Sound of Music (1965).
In 1970 kreeg hij een beroerte en als gevolg daarvan dyslexie, waardoor hij geen aantekeningen meer kon lezen. Na zijn revalidatie was hij tot in de jaren 1990 actief als muzikant.

## Overlijden
Mannie Klein overleed in mei 1994 op 86-jarige leeftijd.

## Discografie
Met Sammy Davis jr.
- 1957: It's All Over but the Swingin' (Decca)

Met Junior Mance
- 1964: Get Ready, Set, Jump!!! (Capitol)

Met Pete Rugolo
- 1961: Ten Trumpets and 2 Guitars (Mercury)

Met the Vince Guaraldi Sextet
- 1966: It's the Great Pumpkin, Charlie Brown: Music from the Soundtrack (Concord)

## Gedeeltelijke filmografie
- 1953: From Here to Eternity - trompettist (niet genoemd)
- 1962: A Symposium on Popular Songs (kort) - trompettist (laatste filmrol)